# Claremont (Karolina Północna)
Claremont – miasto w Stanach Zjednoczonych, w stanie Karolina Północna, w hrabstwie Catawba.